# Poa pringlei
Poa pringlei är en gräsart som beskrevs av Frank Lamson Scribner. Poa pringlei ingår i släktet gröen, och familjen gräs. Inga underarter finns listade i Catalogue of Life.